# Смирных (аэродром)
Смирных — посадочная площадка гражданской авиации на заброшенном военном аэродроме ИА ПВО СССР, на восточной окраине посёлка городского типа Смирных, Сахалинская область. Владелец посадочной площадки — Казенное предприятие Сахалинской области «Аэропорты Курильских островов». Площадка оборудована на старой ВПП заброшенного военного аэродрома. Никаких стоянок и площадок на лётном поле не оборудовано, ВС находится на ВПП и там же обслуживается, при этом ПП закрывается для приёма других ВС.

## История
Аэродром был построен для Императорской армии Японии и назывался Кэтон. Аэродром имел бетонированную ВПП размерами 1200х100 метров, рулёжные дорожки из гравия и около 20 оборудованных самолётных стоянок. По оценкам советской разведки накануне боевых действий, на аэродроме при будущих операциях можно было оперативно разместить от одного до двух советских авиационных полков по штатам военного времени (28-64 боевых самолёта).
На аэродроме Смирных на постоянной основе, начиная с сентября 1945 года и до самого своего расформирования в 1994 году, базировался 528-й истребительный авиационный полк, выполнявший задачи противовоздушной обороны острова Сахалин и прилегающей морской зоны. Полк в то время входил в состав 334-й бомбардировочной авиационной Ленинградской Краснознамённой ордена Суворова дивизии четырёхполкового состава — три полка на самолётах Ту-2 и истребительный полк на Як-9. Также на аэродроме Смирных в то время базировалась бомбардировочная авиация (132-й бап, с 24.09.45 г. по май 1951 г.) 
Управление 334-й авиационной дивизии размещалось в п. Смирных. В 1949 году 334-я авиационная дивизия была переформирована в 116-ю бомбардировочную авиационную Ленинградскую Краснознамённую ордена Суворова дивизию, а в 1952 году дивизия вместе с бомбардировочными полками перебазировалась на Запад страны, на аэродром Барановичи в БССР, а затем на аэродромы Остров (Псковская область), Тарту (Эстонская ССР).
528-й авиационный полк в 1949 году был передан из состава дивизии в состав 11-й отдельной армии ПВО, в 1980 году — в 40-ю истребительную авиационную дивизию ВВС, обратно в состав 11-й отдельной армии ПВО — в 1986 году.
в 1966 году началась реконструкция аэродрома Смирных, в частности, была построена бетонированная ВПП длиной 2000 метров, в дальнейшем достроенная ещё на 500 метров, рулёжные дорожки и защитные сооружения для самолётов.
В 528-м полку, в разное время, имелись следующие типы самолётов: Як-9, Як-3, Ла-7, МиГ-15, МиГ-17, Як-25, Як-28П, и МиГ-23МЛА/МЛД.
По состоянию на 1980 год, на аэродроме Смирных базировались следующие части:
- 528-й истребительный авиационный Краснознамённый полк в/ч 65338
- транспортный авиационный отряд в составе авиационного полка (или отдельный?): 1 Ил-14 (затем Ан-26), 1 Ан-2; вертолетов – 3 Ми-8
- 38-й радиотехнический полк в/ч 36934
- ?? отдельный батальон аэродромно-технического обеспечения в/ч 62478

Также на аэродроме располагалась база радиоуправляемых мишеней Ла-17М для полигона «Залив Терпения». Полигон использовался для проведения воздушных стрельб авиацией ПВО.
1 октября 1994 года 528-й истребительный авиационный Краснознамённый полк на аэродроме Смирных был расформирован. При расформировании полка самолёты МиГ-23 перегонялись на аэродром Хурба (Комсомольск-на-Амуре), где была оборудована база хранения АТ 11-й АПВО. Два неподъёмных самолёта МиГ-23, один боевой и один учебно-боевой, были оставлены на аэродроме. Для поддержания жизнедеятельность аэродрома ещё некоторое время (примерно до 1998 года) работала авиационная комендатура, сформированная на остатках расформированного батальона аэродромного обеспечения.
В 21 веке на аэродроме Смирных была организована посадочная площадка для ВС ГА. Первый технический рейс отправился из Южно-Сахалинска в Смирных в воскресенье 19 декабря 2021 года.

## Происшествия
- 8 июля 1981 года, катастрофа самолёта МиГ-23МЛ, аэродром Смирных, командир АЭ Псарёв В. При заходе на посадку в СМУ столкнулся с сопкой, лётчик погиб.
- 18 мая 1984 года, катастрофа Ан-24РТ, аэр. Смирных. Самолёт и экипаж из 257-го смешанного авиаполка из Хабаровска. Выполнялся облёт радиотехнических средств  аэродрома Смирных. После пролета над ВПП экипаж приступил к выполнению спаренного первого-второго разворота. При этом был превышен допустимый крен. Самолет потерял высоту и скорость и столкнулся с землей. Погиб экипаж 4 человека и школьник, которого взяли покататься.
- 10.10.1996 года, двое военнослужащих срочной службы авиационной комендатуры на аэр. Смирных, будучи часовыми караула по охране и обороне аэродрома, в 4 часа утра расстреляли из автоматов находящихся в караульном помещении начальника караула прапорщика Михаила Волкова и трёх своих сослуживцев[3].